# Microsoft Works
Microsoft Works var ett programpaket som innehöll ordbehandlare, kalkylprogram och registerfunktion. Programmet utvecklades först för DOS-miljö och kom sedan i en Windows-version. Senare versioner innehåller ordbehandlaren Word 2000 i förenklad version.
I DOS-versionen av Microsoft Works kommer man vid start till en första meny där man får välja om man vill arbeta med ordbehandling, kalkyl eller register. Delprogrammet är så anpassade att man till exempel kan åstadkomma ett diagram i kalkyldelen och sedan lägga in det i ordbehandlingen. En sådan anpassning av program var inte så vanligt på DOS-tiden. Även funktioner för enkel uppkoppling med modem var inbyggt i programmet.
Microsoft Works medföljde ibland nyinköpta datorer som ett startpaket och tillgodosedde då de grundläggande behoven för "normalanvändaren".

## Microsoft Works för DOS
Den sista versionen för DOS var Microsoft Works 3.0.
I Ordbehandlaren kunde text och grafik hanteras. Tabeller och diagram från de andra programmodulerna kunde infogas. Även andra programs textfiler kunde läsas med hjälp av en konverteringsfunktion.
I en tid då DOS-programmen vart och ett hade olika kommandosystem, börjar man här se ett standardiserat system; hjälp nås med F1, kommandon avbryt med Esc, med F2 når man innehållet i en cell för redigering (nu allmänt förekommande) och menykommandona nås med hjälp av Alt-tangenten och en bokstav (även det nu allmänt förekommande). I Works fungerade samma kommandon i alla delprogrammen.
Kalkyldelen var begränsad till 256 kolumner och 4096 rader. I Databasen fanns möjlighet att visa data på olika sätt, postvis eller tabellvis. Möjligheter fanns till frågor, rapporter och alfabetisk och numerisk sortering. En kommunikationsdel gav möjlighet att emulera VT52-, VT100- och ANSI-terminaler. I programmet fanns vidare ett antal lektioner i hur allt fungerade.
Systemkraven var fortfarande blygsamma, 512 kb tillgängligt minne, MS-DOS version 2.0 eller högre. Programmet kunde köras från diskett eller installeras på hårddisk. I nätverk krävdes MS-DOS/PC-DOS 3.1 eller högre.

## Programsvitsidén
Ett av de första programmen med samma kombination var för övrigt Lotus 1-2-3 (sedan 1995 ägt av IBM). Liknande program är de program under namnet Star som utvecklades för operativsystemet CP/M. Programmet ingår nu i modern version i OpenOffice. Ett annat tidigt program med kombination av olika delprogram var FrameWork.
Liknande program finns utvecklade för Apple och Macintosh; ett tidigt exempel är programsviten som fanns utvecklad för Apple C.

## Versionshistoria

### Works för MS-DOS
- Microsoft Works 1.05
- Microsoft Works 1.12
- Microsoft Works 2.0 och 2.00a
- Microsoft Works 3.0, 3.0a och 3.0b

### Works för Mac OS
- Microsoft Works 1.0
- Microsoft Works 2.0
- Microsoft Works 3.0
- Microsoft Works 4.0

### Works för Microsoft Windows
- Microsoft Works 2.0 och 2.0a (Windows 3.x)
- Microsoft Works 3.0, 3.0a och 3.0b (Windows 3.x)
- Microsoft Works 4.0, 4.0a, 4.5 och 4.5a (Windows 95)
- Microsoft Works 2000 (v.5) (Microsoft Works Suite 2000)
- Microsoft Works 6.0 (Microsoft Works Suite 2001 och 2002) - Sista version för Windows 95
- Microsoft Works 7.0 (Microsoft Works Suite 2003 och 2004) - Sista version för Windows 98
- Microsoft Works 8.0 (Microsoft Works Suite 2005) - Sista version för Windows 98 SE/Me/2000
- Microsoft Works 8.5
- Microsoft Works 9.0 (Microsoft Works Plus 2008) - Första version fullt kompatibel med Windows Vista